# 2018 aux Philippines

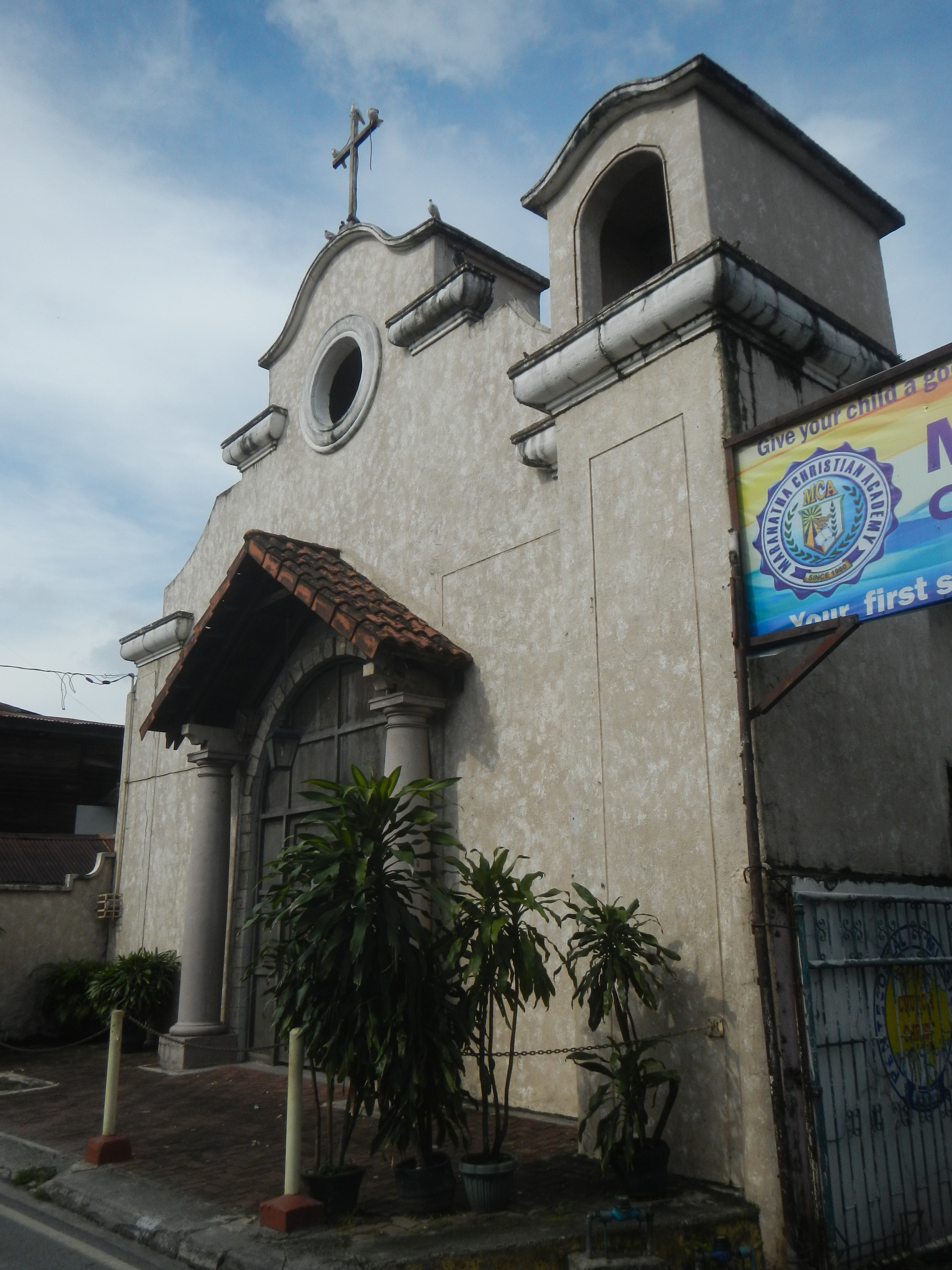

Cet article présente les faits marquants de l'année 2018 aux Philippines.

## Évènements

### Mars
- 14 mars : le Président des Philippines Rodrigo Duterte retire les Philippines de la Cour pénale internationale. Le retrait devient effectif le 17 mars 2019, sans que cela ne stoppe les enquêtes de la CPI à l'encontre de Duterte[1].

### Mai
- 2 mai : découverte, sur le site archéologique de Kalinga d'un squelette de rhinocéros philippin vieux de 700 000 ans présentant des signes de découpe, ce qui indiquerait que des hominidés (peut-être l'Homme de Callao, peut-être l'Homme de Florès, peut-être une espèce inconnue) seraient arrivés dans l'archipel philippin beaucoup plus tôt que ce que l'on croyait[2],[3].

### Septembre
- 15 septembre : le typhon Mangkhut fait plus de 40 morts dans le nord du pays[4].